# Paolo Amati
Paolo Amati (Roma, 26 ottobre 1966) è un cantautore, compositore, arrangiatore ed editore italiano.
Ha composto ed arrangiato canzoni per importanti artisti italiani e realizzato brani presenti su molti film di cassetta.

## Carriera

### Inizi
Inizia la sua attività nei primi anni '80 facendo esperienza in diversi studi di registrazione di Roma. Negli anni successivi compone e realizza brani di background music per la Rai, per la Fonit Cetra e per la RCA/BMG.

### Lavori con Gianni Morandi
Nel 1993 l'incontro con Gianni Morandi con cui parte in tournée in qualità di musicista e corista del tour Morandi Morandi. Nel 1995, insieme al fratello Andrea e a Biagio Antonacci, scrive per Morandi due note canzoni di quell'anno: Giovane amante mia e La regina dell'ultimo tango. Successivamente, sempre per Gianni Morandi, compone insieme al fratello Andrea e a Jimmy Villotti il brano Gli occhi tuoi davanti ai miei, presente nell’album Celeste, azzurro e blu. Nel 1999, sempre insieme al fratello Andrea e a Jimmy Villotti, compone ed arrangia il brano Tu mi volevi bene, presente nell'album ed uscito anche come CD single.

### Produzioni e composizioni per altri interpreti
A metà anni '90 scrive per Barbara Cola il brano intitolato Sconosciuto Amore, presente nell'album di esordio della cantante bolognese.. Nel 1998 scrive ed arrangia per i Percentonetto il brano intitolato Come il Sole. Il brano partecipa al Festival di Sanremo dello stesso anno piazzandosi quinto nelle nuove proposte. Nei primi del 2000 produce la canzone Gli Occhi di Alessia Merz per il cantautore romano Alberto Donatelli. Nel 2003, per la giovanissima cantante Alina, partecipante al Festival di Sanremo di quell’anno, scrive Vola in alto, brano presente nell’album intitolato Il mondo di Alina. Nel 2019, per Veronica Ventavoli, artista nota per la sua partecipazione a Sanremo 2005, scrive e produce il brano Francesco non lo sa. Nel 2021, sempre per Veronica Ventavoli, scrive e produce il singolo Gesso o Matita. Nel 2024 scrive Esterrefatto, nuovo singolo di Tony Cicco.

### Lavori di Italo Disco anni '90
Nel 1995 produce ed arrangia per la ExEx Records i brani Knights-Of-Love di Evo e Stop Burning di U.F.O. Featuring Dr. Straker,  e per la Zac Records i brani Far Away di France ed Eclipse of Reality dei Syx 3.. L'anno successivo produce ed arrangia per la D-Boy Records di Digital Boy il brano Feeling Your Love" di Rhio. 

### Lavori per il cinema
Nel 2007 compone insieme a Bruno Zambrini, ed interpreta, il brano Quiereme per il film Natale in crociera  . Nel 2011, con lo pseudonimo di APbeat, canta la cover di Dolce vita di Ryan Paris, e il DJ Bob Sinclar ne farà un remix presente nella colonna sonora del film Vacanze di Natale a Cortina. . Sempre nello stesso anno compone insieme ad altri autori il brano Senti il Sentimento presente nella colonna sonora del film Nessuno mi può Giudicare . L'anno successivo, sempre con lo pseudonimo di APbeat, è presente nella colonna sonora del film È Nata Una Star? con una cover del brano Hot And Bothered di Duke Ellington.. Nel 2018, con lo pseudonimo di Mardik compone e produce il brano Beat Up presente nel primo episodio della prima stagione della serie tv Baby trasmessa su Netflix.

## Discografia

### Album
- 2008 – Nel mio quartiere [33]
- 2024 - Io contro me [34]
- 2025 - Un amore perfetto [35]